# Робен Ле Норман
Робен Ем Робер Ле Норман (фр. Robin Aime Robert Le Normand, нар. 11 листопада 1996, Пабю) — іспанський футболіст французького походження, захисник клубу «Реал Сосьєдад» та збірної Іспанії.

## Клубна кар'єра
Народився 11 листопада 1996 року в місті Пабю. Вихованець футбольної школи клубу «Брест». У дорослому футболі дебютував 2013 року виступами за другу команду рідного клубу, а 2016 року провів одну гру першості за головну команду «Бреста».
2016 року перейшов до іспанського клубу «Реал Сосьєдад», де спочатку також отримав місце у другій команді клубу. До основної команди іспанського клубу почав залучатися з 2018 року.

## Міжнародна кар'єра
В 2023 році став громадянином Іспанії, що дало змогу виступати за її національну збірну.

## Титули і досягнення
- Володар Кубка Іспанії (1):

«Реал Сосьєдад»: 2019-20
Збірна Іспанії
- Чемпіон Європи: 2024[2]
- Переможець Ліги націй УЄФА: 2022-23